# Barrio Juquilita
Barrio Juquilita är en ort i Mexiko.   Den ligger i kommunen San Simón Zahuatlán och delstaten Oaxaca, i den sydöstra delen av landet, 210 km sydost om huvudstaden Mexico City. Barrio Juquilita ligger 1 863 meter över havet och antalet invånare är 201.
Terrängen runt Barrio Juquilita är huvudsakligen kuperad. Barrio Juquilita ligger uppe på en höjd. Runt Barrio Juquilita är det glesbefolkat, med 18 invånare per kvadratkilometer. Närmaste större samhälle är Mariscala de Juárez, 14,4 km väster om Barrio Juquilita. I omgivningarna runt Barrio Juquilita växer huvudsakligen savannskog.